# Dolomiaea scabrida
Dolomiaea scabrida là một loài thực vật có hoa trong họ Cúc. Loài này được (C.Shih & S.Y.Jin) C.Shih mô tả khoa học đầu tiên năm 1986.